# Przebendowski Hrabia

Herb hrabiów Przebendowskich w Rzeczypospolitej według Pommersches Wappenbuch (wersja mała, bez trzymaczy)

Herb z 1789 roku

Przebendowski Hrabia – polski herb szlachecki, hrabiowska odmiana herbu Kuna.

## Opis herbu
Opis z wykorzystaniem klasycznych zasad blazonowania:
Herb według Pommersches Wappenbuch: W polu złotym kuna wspięta naturalna, ze światem błękitnym z krzyżem i obręczą złotymi, nad nią korona królewska zamknięta. W klejnocie nad hełmem w koronie hrabiowskiej kuna jak w godle. Labry czarne, podbite złotem. Trzymacze: dwaj rycerze z włóczniami w zewnętrznych rękach.
Juliusz Karol Ostrowski podaje jako Przebendowski I podobny herb, ale bez trzymaczy, kuna siedzi na pagórku zielonym, zaś korona hrabiowska spoczywa bezpośrednio na tarczy, dopiero nad nią hełm z labrami i koroną szlachecką, ale bez klejnotu. Jako Przebendowski II Ostrowski opisuje herb jak wyżej, ale z trzymaczami.
Herb z nadania tytułu hrabiowskiego w 1789 roku: W polu czerwonym na pagórku zielonym kuna siedząca naturalna, ze światem błękitnym z krzyżem i obręczą złotymi. Na tarczy korona hrabiowska. W klejnocie nad hełmem w koronie kuna jak w godle. Labry czerwone, podbite złotem.

## Najwcześniejsze wzmianki
Tytuł hrabiowski jako pierwszy z rodziny Przebendowskich otrzymać miał w 1711 roku Jan Przebendowski od Augusta Sasa za wsparcie przy elekcji. Następnie tytuł galicyjskiego hrabiego nadano Jakubowi Przebendowskiemu 22 października 1789. Podstawą nadania miał być pełniony urząd kasztelana elbląskiego. Jakub Przebendowski w swoim podaniu przywoływał także fakt pełnienia dobrze wykonanego poselstwa do cesarza Karola VI przez swego przodka, Jana, wobec którego cesarz stosował tytulaturę graf von Przebendau.

## Herbowni
Jedna rodzina herbownych (herb własny):
graf von Przebendowski.